# Historia a Debate
La Red Académica Internacional Historia a Debate (RAIHAD), conocida desde sus inicios como Historia a Debate (HaD), es una comunidad académica internacional de historiadores dirigida y gestionada por Carlos Barros. 
Desde 1993 ha realizado cuatro Congresos Internacionales y un Manifiesto constituido en red el 11 de septiembre de 2001, con el fin de consensuar y promover un conjunto articulado de proposiciones metodológicas, historiográficas y teóricas para la escritura de la historia, proponiendo un nuevo paradigma historiográfico; donde se presenta como una renovación metodológica del materialismo histórico, la escuela de Annales y otras propuestas del siglo pasado, además de incluir proposiciones nuevas sobre retos nuevos que la "revolución historiográfica del siglo XX" no pudo prever en el tiempo en que estuvo activa.
Intentan practicar una historiografía de paradigmas, superando la historiografía positivista, reintroduciendo el estudio de las corrientes colectivas en la evolución del conjunto de la disciplina, condicionada -y condicionante- a su vez por los diferentes contextos históricos. Consideran que tanto en historia, como en historiografía, la descripción es necesaria pero
no suficiente, pretendiendo profundizar en la explicación de la hegemonía y los cambios de las formas de escribir la historia, incluyendo las tendencias más recientes (en el caso español: la idea histórica de España y la recuperación de la memoria histórica).
Su director, fundador y coordinador es Carlos Barros de la Universidad de Santiago de Compostela, siendo su proyecto personal, y en cuyo canal denominado Historia Inmediata se tratan temas de actualidad desde un enfoque histórico, aportando su visión política de la realidad. A través de las redes sociales se difunden noticias relacionadas con la historia, sobre todo de Galicia, y, fundamentalmente, los congresos y publicaciones en general de Carlos Barros (su director).  

## Historia

### I Congreso Internacional de Historia a Debate (1993)
Del 7 al 11 de julio de 1993 se realizó el I Congreso Internacional A Historia a Debate en la Universidad de Santiago de Compostela (España), con la colaboración de otras entidades y los representantes de las principales tendencias historiográficas. Siendo el punto de arranque de una serie de ediciones que se celebrarían coincidiendo con los años jubilares compostelanos, donde historiadores de todo el mundo acudían invitados para reflexionar sobre la situación de la disciplina de la Historia, y cuyos volúmenes de las actas supondrían una verdadera enciclopedia del saber historiográfico, convirtiéndose en la iniciativa más importante de estas características.
En el primer congreso quedó patente que las vanguardias historiográficas del siglo XX estaban agotadas. Con el trabajo de Carlos Barros La historia que viene, complementado con las reflexiones del trabajo El paradigma común de los historiadores en el siglo XX, ya se intentaba avanzar en una alternativa sobre la debatida crisis de la Historia como disciplina académica, sumida en el seno de la crisis de las Ciencias Sociales, y las posibilidades hacia un nuevo paradigma historiográfico; entendiendo por paradigma, a partir de Thomas Kuhn, "el conjunto de valores o creencias que comparten una comunidad de especialistas", sin olvidar la existencia tanto de paradigmas hegemónicos como de paradigmas no hegemónicos.
Se destaca la importancia de la reflexión sobre la metodología, la historiografía y la teoría de la historia, así como una historia continuamente en debate, cuya comunidad de historiadores supere los marcos tradicionales de sociabilidad, tomando conciencia del presente para el futuro de la disciplina, la necesidad de aplicar estrategias globales de investigación, pluralidad de metodologías o la propia redefinición de la historia como ciencia.

"Tres fracasos sucesivos e interrelacionados del paradigma común del siglo XX, han abierto y alimentado la crisis actual, y las reacciones puntuales de los historiadores a ella:
1) De la historia objetivista, economicista, cuantitativista, estructuralista, que da lugar en los años 70 a un progresivo retorno del sujeto, primero social (historiografía marxista angloamericana), después mental (historia francesa de las mentalidades) y por último tradicional (biografía, historia política).
2) De la historia total, abandonada como enfoque de la investigación, proclamada como algo imposible de alcanzar pero que es necesario mantener como "horizonte utópico" de los historiadores, renunciándose después a ella en el plano de la teoría, al tiempo que -ya en los años 80-  la historia se desarrolla exactamente en sentido contrario: fragmentándose hasta el infinito en temas, géneros y métodos.
3) De la relación pasado/presente/futuro donde falló, por ejemplo, la sensibilidad del historiador hacia el feminismo, y hacia  la relación hombre-medio ambiente, que para la nueva historia, geográfica y económica, se reducía al estudio del dominio de la naturaleza por medio del trabajo, o de los condicionamientos geográficos de la sociedad. La hoy vigorosa historia de las mujeres (y lo mismo podemos decir de la historia ecológica) se desarrolló, por tanto, al margen de Annales y del materialismo histórico, sobre todo en sus comienzos, y contra los hábitos pre-teóricos de la persistente influencia positivista. Aunque donde la derrota de la historia, como parte de las ciencias sociales, ha sido más notoria es en la incapacidad para comprender, y tanto más para prever, las revoluciones de 1989-1991 y la transición del socialismo al capitalismo en el Este europeo, que han trastocado el sentido progresivo de la historia del siglo XX. La historia científica supo asimilar el marxismo historiográfico, pero resultó incompetente para analizar y explicar las realizaciones históricas del marxismo político.'"

Barros Guimeráns, Carlos: La historia que viene.

### II Congreso Internacional de Historia a Debate (1999)
Con la celebración del II congreso, del 14 al 18 de julio de 1999, se detectó la emergencia que suponía América Latina, tras el dinamismo del continente americano, buscando una relación trasatlántica basada en el español, en un marco más cercano a la realidad, destacando la importancia tanto de la "historia inmediata" como de la "historiografía inmediata", en cuanto a la escritura de la historia y sus evoluciones actuales.
A partir de ese momento, se puede hablar de una re-fundación de Historia a Debate como red temática internacional, en cuanto a internet y las nuevas tecnologías, a través de su página web, como un nuevo marco de comunicación y de organización, en ese tránsito a las nuevas formas de sociabilidad académica, que permiten la difusión y la accesibilidad, como comunidad académica de nuevo tipo (cuya comunidad historiográfica en internet se constituyó el 29 de abril de 1999). Una red, no solo porque se genera desde el ámbito de internet, como comunidad digital, sino por presentar muchos nudos, que tienen como eje coordinador Santiago de Compostela, destacando la multilateralidad y la identidad latina, que a partir de entonces será una constante, sin olvidar el desplazamiento del foco geográfico de las grandes corrientes renovadoras de las iniciativas historiográficas, aunque con una página web que facilitaba la traducción a otros idiomas como el inglés o el francés.
En relación con la debatida crisis de la Historia, Carlos Barros analiza en El Retorno de la Historia las circunstancias en cuanto al nuevo interés de la sociedad civil y política por la historia, así como la vuelta al positivismo y a la llamada "vieja historia", junto con la pérdida de credibilidad en Annales y marxismo, interpretada como un mal menor en relación con la propuesta postmoderna, caracterizada por la ficción y la literatura. De esta manera, se abordarían una serie de propuestas, entendidas como consensos para el ejercicio de la profesión de cara al nuevo paradigma, basadas en la necesidad de una nueva "historia narrativa", de una nueva noción de la historia como ciencia con sujeto, que de primacía a la función del historiador, así como una historia más interdisciplinar, global, pensada, reivindicativa y comprometida.

## Organigrama

### Dirección
| Carlos Barros Guimeráns | Director-Fundador |

### Comisión de Gestión
| Carlos Barros Guimeráns | Coordinador |

### Equipo de Investigación
- Carlos Barros Guimeráns